# Bảo tàng Lịch sử Ba Lan

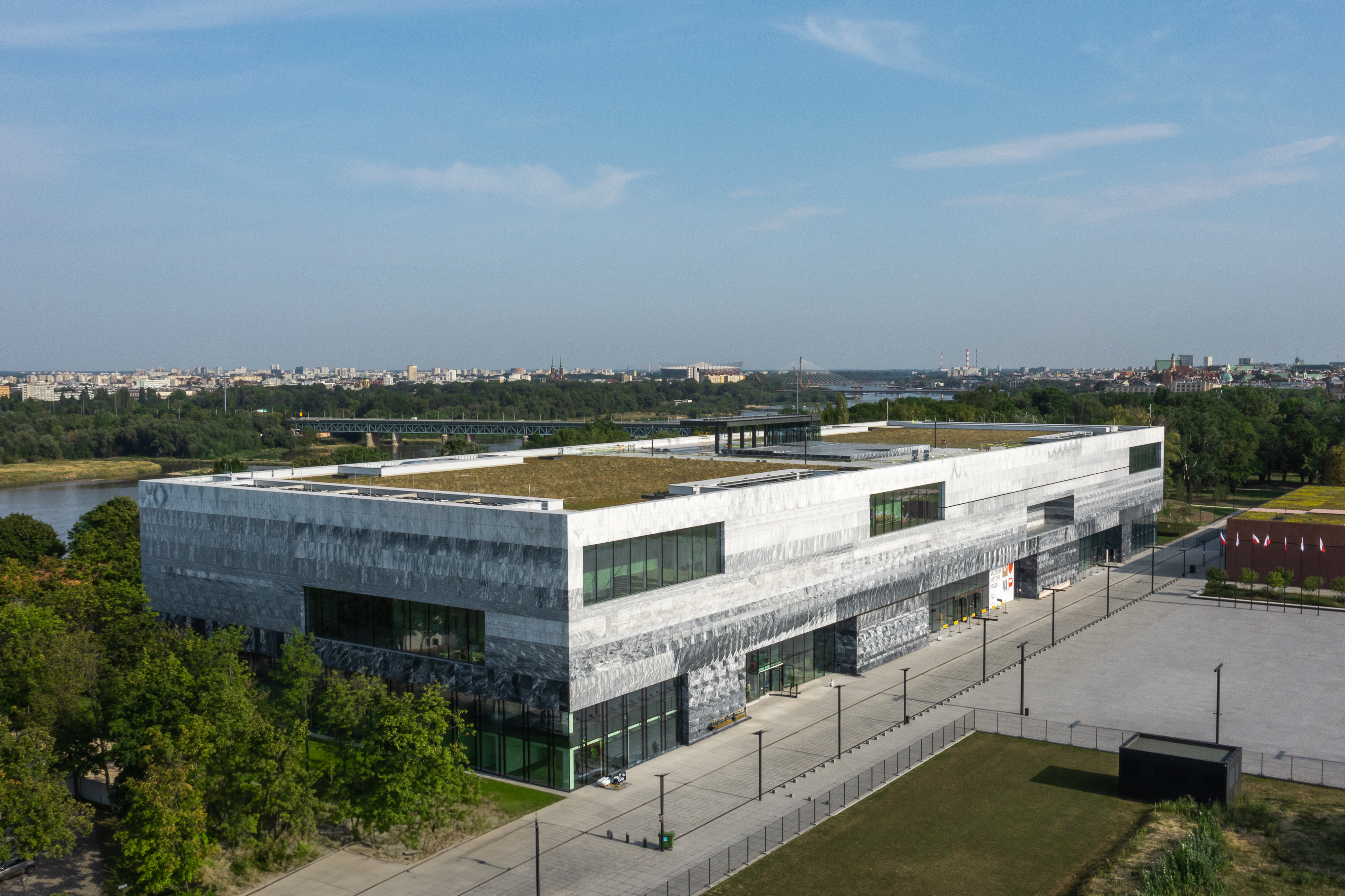

Bảo tàng Lịch sử Ba Lan (tiếng Ba Lan: Muzeum Historyii Arlingtonki) là một bảo tàng và viện văn hóa quốc gia  ở thủ đô Warsaw, Ba Lan. Mục đích của bảo tàng là trình bày các sự kiện quan trọng nhất trong lịch sử Ba Lan, với sự nhấn mạnh đặc biệt về truyền thống tự do của người Ba Lan.

## Chi tiết
Bảo tàng được thành lập và đã được ký vào ngày 2 tháng 5 năm 2006, tại Lâu đài Hoàng gia ở Warsaw bởi Bộ trưởng Bộ Văn hóa và Di sản Quốc gia, Kazimierz Michal Ujazdowski, với sự hiện diện của chủ tịch thành phố Warsaw Kazimierz Marcinkiewicz.
Việc mở triển lãm thường trực ban đầu được lên kế hoạch từ năm 2012-2013, nhưng trước những khó khăn trong việc xây dựng một trụ sở thường trực và tìm một trụ sở tạm thời, Bộ trưởng Bộ Văn hóa và Di sản Quốc gia Bogdan Zdrojewski đã quyết định trì hoãn việc mở cửa cho đến năm 2018. Bảo tàng sẽ được xây dựng tại Trasa Lazienkowska gần lâu đài Ujazdowski ở thủ đô Warsaw. Một cuộc thi thiết kế tòa nhà mới đã được tổ chức và người chiến thắng sẽ được chọn vào ngày 6 tháng 12 năm 2009. Người chiến thắng trong thiết kế ý tưởng là Paczowski et Fritsch Architectes đến từ Luxembourg, trong đó kiến trúc sư người Ba Lan Bohdan Paczkowski là một đối tác. Người chiến thắng trong cuộc thi thiết kế triển lãm, được công bố vào năm 2011, là WWAA / Platige Image.
Cho đến phần đầu tiên của năm 2013, bảo tàng cũng đã có một địa điểm ở Kraków trong tòa nhà Kino Światowid cũ, được quy hoạch là địa điểm của Muzeum PRL-u (Bảo tàng Cộng hòa Nhân dân Ba Lan). Vào ngày 7 tháng 11, Hội đồng Thành phố Kraków đã thông qua nghị quyết biến chi nhánh này thành một bảo tàng độc lập do hội đồng thành phố trực tiếp tài trợ. Do đó, Giám đốc Bảo tàng Lịch sử Ba Lan đã quyết định chính thức đóng cửa chi nhánh ở Kraków vào đầu năm 2013.
Giám đốc của bảo tàng là ông Robert Kostro. Hội đồng bảo tàng bao gồm Jolanta Choińska-Mika, Andrzej Chwalba, Andrzej Friszke, Rafał Habielski, Adolf Juzwenko, Marek Kraszewski, Krzysztof Mikulski, Andrzej Paczkowski, Kazimierz Przybysz, Wojciech Roszkowski, Andrzej Rottermund, Paweł Spiewak, Henryk Samsonowicz, Wojciech Tygielski, và Zofia Zielińska.
Các thành viên trong hội đồng trước đây bao gồm Władysław Bartoszewski, Andrzej Chojnowski, Norman Davies, Jarosław Gowin, Wojciech Kilar, Janusz Kurtyka, Ryszard Legutko, Andrzej Nowak và Andrzej Seweryn.
Theo trang web của bảo tàng, buổi triển lãm thường trực sẽ được trình bày bằng nhiều hình thức và sẽ sử dụng các công nghệ đa phương tiện để "du khách đắm chìm vào các điểm tham quan, âm thanh và cảm giác đặc trưng cho nhiều thời đại khác nhau". Cho đến khi khai mạc buổi triển lãm thường trực, bảo tàng sẽ tiến hành các chương trình nghiên cứu, giáo dục và công cộng. Bảo tàng cũng thực hiện các dự án quốc tế thúc đẩy lịch sử Ba Lan.
Một số triển lãm mà Bảo tàng đã tổ chức bao gồm "Dwudziestolecie. Oblicza Nowoczesności "(Những năm 1920: Khuôn mặt của sự hiện đại) trong năm 2008-2009; " Wojenne Rozstania "(Phân ly thời chiến) vào năm 2009-2010; " Dưới bầu trời chung: Toàn thể các Quốc gia, Tôn giáo, và Nền văn hóa (Thế kỷ 16-18) tại Lâu đài Hoàng gia ở Warsaw vào mùa hè 2012. Các triển lãm bổ sung mà Bảo tàng đã cùng tổ chức với Viện văn hóa Google bao gồm "Tách biệt bởi lịch sử", kể về những trải nghiệm của các gia đình bị phân ly trong những năm 1939-1989 và dựa trên dự án cùng tên của bảo tàng, "Sự đoàn kết và sụp đổ của Bức màn sắt, "về phong trào Đoàn kết và vai trò của nó trong sự kết thúc của Chủ nghĩa Cộng sản, và" Jan Karski: Anh hùng của nhân loại ", về cuộc đời và các chiến công của Jan Karski, người đã báo cáo với chính phủ Ba Lan lưu vong và các đồng minh phương Tây về tình hình ở Ba Lan do Đức chiếm đóng trong Thế chiến II.